# Geschiedenis van Litouwen
De geschiedenis van Litouwen gaat vele eeuwen terug. Litouwen groeide in de middeleeuwen uit tot een van de grootste staten van Europa, eerst als het Grootvorstendom Litouwen en later als deel van het Pools-Litouwse Gemenebest. Vanaf 1795 verdween het net als Polen bij de Poolse Delingen van de kaart en maakte Litouwen deel uit van het Keizerrijk Rusland. Litouwen werd weer onafhankelijk in 1918 en is dat na bezettingen door achtereenvolgens de Sovjet-Unie, nazi-Duitsland en wederom de Sovjet-Unie sinds 1990 opnieuw. 

## Grootvorstendom Litouwen

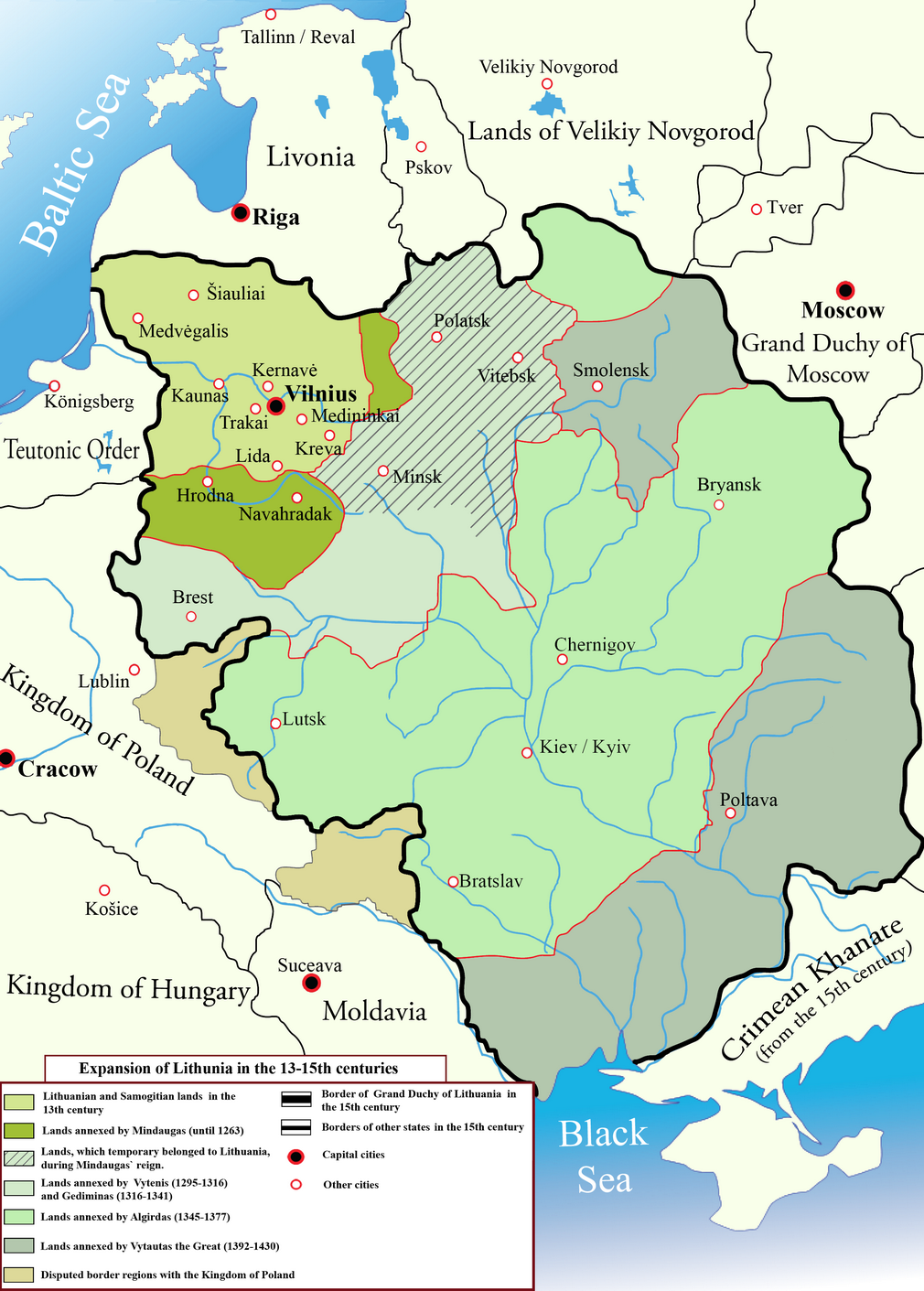
Litouwen in de 13e tot 15e eeuw.

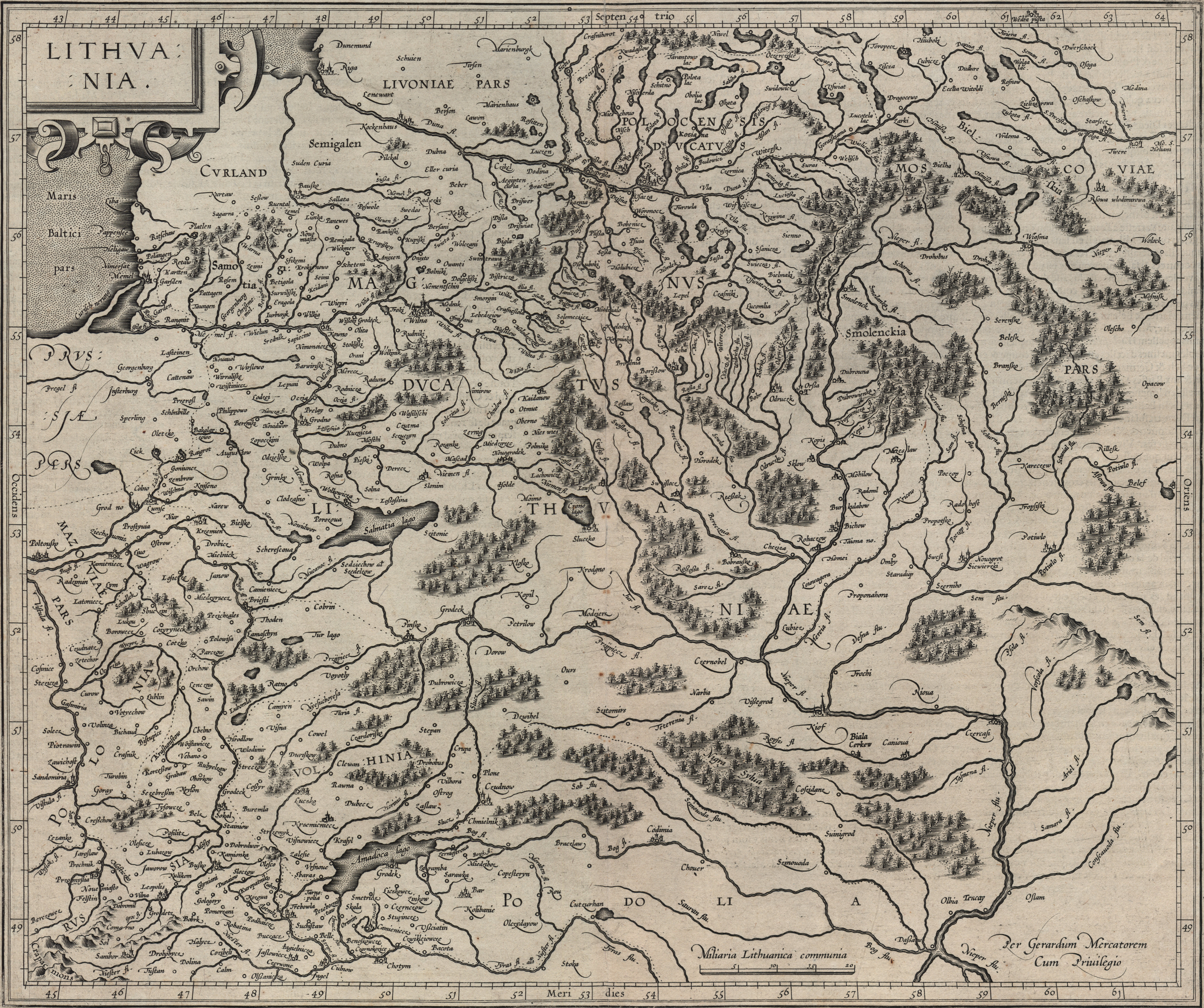
Kaart van Litouwen door Gerardus Mercator, 1609

Litouwen wordt voor het eerst genoemd in de Annalen van Quedlinburg van het jaar 1009, maar er is pas sprake van een Litouwse staat tegen het einde van de 12e eeuw, of volgens sommige historici vanaf ongeveer 1240. In die periode stichtten uit Opper-Litouwen afkomstige heidense stammen het grootvorstendom Litouwen. 
De eerste bekende leider van dit rijk is Mindaugas (1238-1263). Hij liet zich in 1251 dopen en werd op 6 juli 1253 tot koning gekroond. Door zich te dopen ontnam hij de kruisridders van de Duitse Orde het voornaamste motief om de Litouwers aan te vallen. In 1261 bekende Mindaugas zich echter alweer voor het heidense geloof van zijn vaderen.
Later breidde zich het grondgebied naar het oosten en zuiden uit, over het huidige grondgebied van Wit-Rusland en Oekraïne, waarbij grote delen van het vroegere Kievse Rijk (Kievse Roes') verworven werden. Dit gebied staat daarom ook wel bekend als Litouws Roes'. De belangrijkste grootvorst van de expansie was Gediminas (eerste helft 14e eeuw). Het rijk bereikte onder grootvorst Algirdas (1345-1377) zelfs de kust van de Zwarte Zee. De veroverde gebieden werden vooral bevolkt door Wit-Russen (Belarussen) en Oekraïners (toen nog samen Roethenen genoemd) en Litouwen raakte onder de invloed van het oosters-orthodoxe christendom. Belangrijker nog was het feit dat het Oudroetheens de taal van bestuur, recht en wetgeving werd in het hele grootvorstendom Litouwen. Het Roes' recht van het Kievse Rijk werd de basis van de Litouwse Statuten en de voornaamste Litouwse Kronieken, waaronder de semi-historische Kroniek van Bychowiec, werden geschreven in het Roetheens.
In de 15e eeuw, de periode van haar grootste uitbreiding, omvatte het grootvorstendom het grondgebied van het huidige Litouwen, Wit-Rusland, Oekraïne, Transnistrië en gedeelten van Polen en Rusland en was toen qua oppervlakte de grootste staat van Europa.

## Personele unie met Polen
In de tweede helft van de 14e eeuw kwam Litouwen steeds verder in het nauw door de expansieve ridders van de Duitse Orde, die in Pruisen over een belangrijk bastion beschikten. De Litouwers werden daardoor de natuurlijke bondgenoten van het koninkrijk Polen en in 1385 wist de Litouwse leider Jogajla bij de Unie van Kreva de beide rijken in personele unie te verenigen door zich tot koning van Polen te laten verkiezen. In 1386 volgde zijn kroning als koning van Polen en vanaf 1387 nam hij de kerstening van Litouwen krachtig ter hand. Litouwen was daarmee de laatste Europese staat die tot het christendom overging.
Van 1392 tot 1430 regeerde Vytautas de Grote over Litouwen. Onder hem verkreeg het gebied de titel grootvorstendom Litouwen. Deze tijd is het hoogtepunt van de Litouwse macht. In 1410 werd de Duitse Orde vernietigend verslagen in de Slag bij Tannenberg. Casimir Jagiello (1440-1492) breidde de invloed van de Jagiellodynastie nog verder uit. Hij bracht de provincie Koninklijk Pruisen onder de Poolse troon en zette zijn zoon op de troon van Tsjechië en Hongarije.

## Het Pools-Litouwse Gemenebest
In 1569 werden Polen en Litouwen bij de Unie van Lublin tot één staat verenigd, waarbij gebieden in het zuiden van Litouwen naar de Poolse kroon overgingen. In hetzelfde jaar deden de jezuïeten hun intrede in Litouwen, die in 1579 de universiteit van Vilnius stichtten, een van de oudste universiteiten in dit deel van Europa.
In het Pools-Litouwse Gemenebest, bijgenaamd de Adelsrepubliek, maakte de szlachta (de adel) de dienst uit en had de gekozen koning maar weinig macht. De Litouwse en Poolse adel vermengden zich sterk en in Litouwen vond een sterke verpoolsing plaats. Daardoor ging het nationale karakter van de Litouwse component grotendeels teloor.

## De Russische tijd

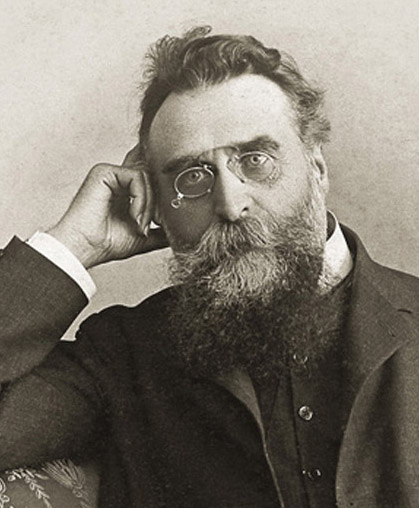
Jonas Basanavičius, uitgever van Aušra en een van de voormannen van de Litouwse nationale beweging

In de 18e eeuw bleek de Pools-Litouwse staat niet in staat zich tegen de inmenging van de buurlanden te verdedigen en in de Poolse Delingen van 1772, 1793 en 1795 kwam het oorspronkelijke Litouwen onder Russisch bestuur. 
In de 19e eeuw was er een nationale herleving die in 1830-31 en 1863-64 tot kortstondige opstanden leidde. Deze waren ook ingegeven door het feit dat de Litouwers hoofdzakelijk boeren waren en boeren in het tsarenrijk tot 1861 de status van lijfeigenen hadden. De laatste opstand, die ook bekendstaat als de Januari-opstand, leidde ertoe dat in het Latijnse alfabet geschreven Litouwse boeken verboden werden. Zogenaamde "boekendragers" (knygnešiai) smokkelden vanuit het Oost-Pruisische Klein-Litouwen literatuur het land binnen. In Pruisen verscheen in 1883 ook de eerste Litouwse krant, Aušra (= Dageraad). Er bestonden echter naast de Litouwse ook Poolse en Wit-Russische nationale bewegingen, die vaak op dezelfde gebieden aanspraak maakten.
Aan het eind van het revolutiejaar 1905, waarin de tsaar belangrijke concessies moest doen, kwam onder voorzitterschap van Jonas Basanavičius de Grote Landdag van Vilnius (Didysis Vilniaus Seimas) bijeen, die Litouwen autonoom verklaarde. De autonomie kwam er niet, maar wel grotere politieke en culturele vrijheden.

## Onafhankelijkheid
In 1915 werd Litouwen door Duitse troepen bezet. In de verwarring die volgde op de Russische Revolutie werd op 16 februari 1918 in Vilnius de Litouwse staat uitgeroepen, die nadrukkelijk teruggreep op het oude grootvorstendom. In de jaren 1920-22 vond deze staat algemeen internationale erkenning. Bolsjewistisch Rusland erkende Litouwen op 12 juni 1920 bij het Verdrag van Moskou. In september 1921 trad het land toe tot de Volkenbond.
De oude hoofdstad Vilnius, die bevolkt werd door een meerderheid van Polen en Joden, en waarvan de inwoners van de nabije streek meestal Wit-Russisch spraken, werd van 1920-1939 door het naburige Polen bezet gehouden. De Litouwse regering week uit naar Kaunas, dat de status van tijdelijke hoofdstad kreeg. Vilnius bleef grondwettelijk de officiële hoofdstad van Litouwen. De relaties tussen Polen en Litouwen bleven vanwege het Vilniusgebied gedurende het interbellum vijandelijk. Toen in 1923 bleek dat de internationale gemeenschap instemde met de status quo, nam Litouwen in het westen het door de Volkenbond bestuurde Memelgebied in. In dit voorheen Duitse gebied woonde een Litouwse minderheid, evenals in Oost-Pruisen.
Tussen 1920 en 1927 kende Litouwen een periode van parlementaire democratie met verschillende partijen, waaronder partijen van de etnische minderheden, zowel van Duitsers in het Memelland als van Polen en Joden (Bund, Folkspartei, Agudat Israel enz.). In 1926 onderbrak een staatsgreep het democratische systeem in Litouwen na de vorming van de eerste linkse Litouwse regering. Het parlement (Seimas) werd het jaar erop ontbonden door president Antanas Smetona, die tot september 1929 bijgestaan werd door Augustinas Voldemaras, de leider van de extreemrechtse partij IJzeren Wolf, tot eerste minister door Smetona benoemd. Vanaf 1929 tot 1940 was Smetona alleenheerser over Litouwen.

## Bezettingen
Ten gevolge van het Molotov-Ribbentroppact tussen Hitler en Stalin van 1939 kwam er een eind aan de onafhankelijkheid. Eerst moest het Memelgebied aan (het toen nog naburige) Duitsland afgestaan worden. Een schrale troost was daarop de overdracht van Vilnius aan Litouwen, die eind 1939 alsnog plaatsvond, nadat de Sovjet-Unie Polen had bezet. Vervolgens marcheerden de Sovjettroepen op 15 juni 1940 Litouwen binnen. Vladimir Dekanozov werd voor enkele maanden als volkscommissaris van Litouwen aangesteld om ervoor te zorgen dat Litouwen gesovjetiviseerd zou worden. Een verzameling 'boeren en arbeiders' moest vervolgens de Sovjet-Unie 'verzoeken' om Litouwen als Sovjetrepubliek tot de Unie 'toe te laten'. Deze feitelijke annexatie van een legitiem lid van de Volkenbond werd door veel landen, waaronder de Verenigde Staten, nooit erkend. Op 14 juni 1941 begon de Sovjet-Unie met de massale deportatie van Litouwers naar Siberië.
Na de aanval van Hitler op Rusland werd Litouwen van 1941-1944 opnieuw door de Duitsers bezet. Sommige Litouwers zagen dat eerder als een bevrijding en werkten samen met de Duitsers. In de Duitse bezettingsjaren werd het overgrote deel van de circa 200.000 Litouwse Joden omgebracht, merendeels bij massamoorden in Litouwen zelf. De Litouwers lieten zich hierbij niet onbetuigd. De moordpartijen worden nauwelijks herdacht en de daders worden als vrijheidsstrijders tegen de Russen geëerd.

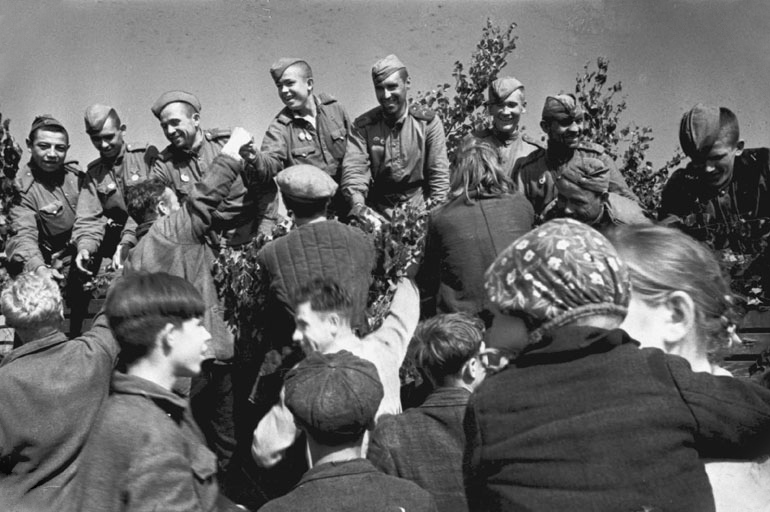
Bevrijding door het Rode Leger in 1944

In 1944 werd het land opnieuw 'bevrijd', ditmaal door het Rode Leger. Vanaf dat tijdstip tot 1990 was Litouwen wederom een Sovjetrepubliek, met Vilnius als hoofdstad. Tienduizenden Litouwers waren voor het naderende Rode Leger uitgeweken naar het westen. Andere Litouwers belandden gedwongen, als "Sovjetvijandige elementen" in kampen in het oosten. Deze deportaties van in totaal ruim 130.000 Litouwers waren in 1940 al begonnen en werden tussen 1945 en 1952 voortgezet.
Er ontstond evenals in de andere Baltische landen een partizanenbeweging, de Woudbroeders (miško broliai), waarvan de leden tevergeefs hoopten op westers ingrijpen. De Litouwers moesten knarsetandend toezien hoe hun land verder gerussificeerd werd. Anders dan in Estland en Letland bleef het aantal immigranten van elders in de Sovjet-Unie echter beperkt.
In de tijd van glasnost en perestrojka onder de laatste Sovjetleider Gorbatsjov speelde Litouwen een sleutelrol in het uiteenvallen van de Unie. De hoofdrol speelde daarbij het volksfront Sąjūdis (= Beweging), dat onder leiding stond van Vytautas Landsbergis. Op 11 maart 1990 riep de Opperste Sovjet van Litouwen het herstel van de Litouwse onafhankelijkheid uit, nadat er grootschalige demonstraties hadden plaatsgevonden. De meest spectaculaire daarvan was de Baltische Weg, een menselijke keten van ongeveer twee miljoen mensen van de Estse hoofdstad Tallinn via de Letse hoofdstad Riga naar Vilnius. Daarmee eisten de Esten, Letten en Litouwers onafhankelijkheid en protesteerden ze tegen het Molotov-Ribbentroppact, dat op die dag vijftig jaar geleden werd afgesloten.
De sovjets trachtten het tij te keren; bij een aanval van het Rode Leger op het Litouwse televisiestation op 13  januari 1991 vielen dertien doden. Kort daarop was IJsland het eerste land dat de Litouwse onafhankelijkheid erkende. Uiteindelijk werd na de mislukte staatsgreep van Janajev het onafhankelijke Litouwen in 1991 ook door het inmiddels zichzelf onafhankelijk verklaard hebbende Rusland erkend. Het land werd daarop in snel tempo alsnog door de rest van de internationale gemeenschap erkend en toegelaten door de Verenigde Naties.

## Hernieuwde onafhankelijkheid
Het nieuwe Litouwen heeft net als de beide andere Baltische republieken te maken met de gevolgen van de Sovjettijd. Er is bijvoorbeeld een aanzienlijke Russische minderheid, hoewel veel kleiner dan in Letland en Estland. Ook ligt het land ingeklemd tussen het met Rusland min of meer herenigde Wit-Rusland in het oosten en de Russische exclave rond Kaliningrad, het oude Oost-Pruisen in het westen.
In 2004 trad Litouwen toe tot de Europese Unie en de NAVO. Op 1 januari 2015 trad Litouwen ook toe tot de euro. 